# Bebibettadakaval, Pandavapura
Bebibettadakaval là một làng thuộc tehsil Pandavapura, huyện Mandya, bang Karnataka, Ấn Độ.